# Queenslandesmus sjoestedti
Queenslandesmus sjoestedti är en mångfotingart som beskrevs av Karl Wilhelm Verhoeff 1924. Queenslandesmus sjoestedti ingår i släktet Queenslandesmus och familjen Dalodesmidae. Inga underarter finns listade i Catalogue of Life.